# Rodolfo Freude
Rodolfo Freude (Buenos Aires, 11 settembre 1922 – 18 ottobre 2003) è stato un politico argentino. Egli è stato uno stretto consigliere del presidente dell'Argentina Juan Perón e ha servito la Secretaría de Inteligencia (SI) in qualità di direttore.

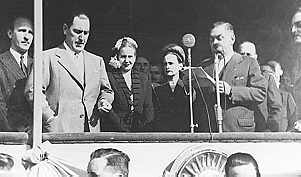
Roldofo Freude (a sinistra), con Juan Perón ed Evita Perón.

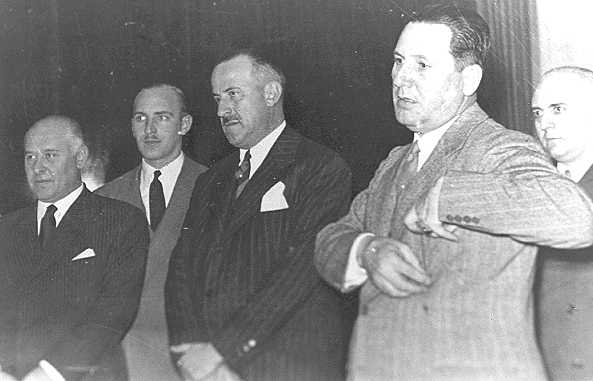
Rodolfo Freude (il secondo da sinistra) con Juan Perón.

Freude, cittadino argentino di origini tedesche, è sospettato di aver organizzato ODESSA e di aver contribuito al contrabbando di ufficiali nazisti in Argentina.